# Ong Ka Ting
|  | Dieser Artikel wurde auf den Seiten der Qualitätssicherung des Projektes Politiker eingetragen. Hilf mit, ihn zu verbessern, und beteilige dich an der Diskussion! |

Dato’ Seri Ong Ka Ting (黄家定/Huáng Jiādìng; * 15. November 1956 in Perak) ist ein malaysischer Politiker. Er war der Vorsitzende der Malaysian Chinese Association und Minister für Wohnungswesen und Kreisverwaltung in Malaysia.
1980 beendete er sein Studium der Mathematik und Chemie an der Universität Malaya (Universiti Malaya). Seine Karriere begann er als Lehrer an einer katholischen Schule in Petaling Jaya von 1981 bis 1984.
Ong ist mit Datin Seri Wendy Chong Siew Mei verheiratet und hat zwei Kinder.
Von 1986 bis 1990 war Ong politischer Sekretär im Ministerium für Verkehr. Am 26. Oktober 1990 wurde er parlamentarischer Sekretär im Gesundheitsministerium, am 25. Februar 1991 im Innenministerium und am 3. Mai 1993 stellvertretender Minister im selben Ministerium. Von 1999 bis 2008 leitete er das Ministerium für Wohnungswesen und Kreisverwaltung.
| Personendaten    | Personendaten                                                          |
| ---------------- | ---------------------------------------------------------------------- |
| NAME             | Ong Ka Ting                                                            |
| ALTERNATIVNAMEN  | Huáng Jiādìng                                                          |
| KURZBESCHREIBUNG | malaysischer Politiker, Minister für Wohnungswesen und Kreisverwaltung |
| GEBURTSDATUM     | 15. November 1956                                                      |
| GEBURTSORT       | Perak                                                                  |